# Karlewo
Karlewo – wieś w Polsce położona w województwie mazowieckim, w powiecie sierpeckim, w gminie Szczutowo. Ma status sołectwa. Leży przy drodze wojewódzkiej nr 560.

## Podział administracyjny
W latach 1975–1998 miejscowość administracyjnie należała do województwa płockiego.

## Demografia
Według spisu powszechnego z 1921 w kolonii Karlewo było 11 budynków i 97 mieszkańców, spośród których wszyscy deklarowali się jako osoby narodowości polskiej wyznania rzymskokatolickiego.
Według Narodowego Spisu Powszechnego (III 2011 r.) wieś liczyła 160 mieszkańców.